# Агробіоценоз
Агробіоцено́з (від агро … і біоценоз) — співтовариство рослин, тварин і мікроорганізмів, створене і регулярно підтримуване людиною для отримання сільськогосподарської продукції. Дослідження структури, стійкості і продуктивності агробіоценозів складають самостійний розділ біогеоценології — агробіоценологія.

## Характеристика
Агробіоценоз характеризується малою екологічною надійністю (агробіоценоз не здатний самовідновлюватися і саморегулюватися), але досить високою врожайністю (продуктивністю). Основу агробіоценозів становить агрофітоценоз — штучна рослинна спільнота, що створюється на основі агротехнічних заходів (наприклад, посіви та посадки зернових, овочевих, плодових та технічних культур). Рослинний покрив агрофітоценозів зазвичай утворений одним видом (сортом) культурних рослини та відповідними бур'янними видами.
Заміна природного рослинного покриву монокультурою призводить в агробіоценозах до різкої перебудови його зооценозу. Тварини, не здатні харчуватися агроценозними рослинами і переносити умови його культури, зникають, а інші (головним чином комахи-фітофаги) знаходять сприятливі умови, розмножуються (аж до масових спалахів) і можуть ушкоджувати посіви.
| Порівняння біо- та агроценозів                                                                                             | Порівняння біо- та агроценозів |
| Біоценози | Агроценози |
| --- | --- |
| Природні одиниці біосфери, створені в процесі еволюції.                                                                    | Штучні, створені людиною одиниці біосфери. |
| Складні системи із значною кількістю видів тварин і рослин.                                                                | Спрощені системи, де переважають популяції одного виду тварин або рослин.                                                                           |
| Характеризуються стійкою динамічною рівновагою, яка досягається саморегуляцією.                                            | Нестійкі, характеризуються несталістю структури біомаси.                                                                                            |
| Продуктивність визначається особливостями організмів, які є в системі.                                                     | Продуктивність залежить від економічних і технічних можливостей.                                                                                    |
| Первинна продукція використовується в процесі життєдіяльності іншими видами і бере участь в кругообігу речовин та енергії. | Людина вирощує і збирає врожаї для задоволення своїх потреб. Висока продуктивність культурних посівів зберігається лише протягом короткого періоду. |